# Etonitazen

Strukturformel för etonitazen.

Etonitazen, summaformel C22H28N4O3, är ett smärtstillande preparat som tillhör gruppen opioider, patenterat 1960 av CIBA. Preparatet används inte som läkemedel i Sverige.
Substansen är narkotikaklassad och ingår i förteckningen N I i 1961 års allmänna narkotikakonvention, samt i förteckning II i Sverige.